# Boehmeria lanceolata
Boehmeria lanceolata är en nässelväxtart som beskrevs av Henry Nicholas Ridley. Boehmeria lanceolata ingår i släktet Boehmeria och familjen nässelväxter. Inga underarter finns listade i Catalogue of Life.